# Marxai Co
Marxai Co (kinesiska: Ma’erxia Cuo, 马尔下错) är en sjö i Kina. Den ligger i den autonoma regionen Tibet, i den sydvästra delen av landet, omkring 370 kilometer väster om regionhuvudstaden Lhasa. Marxai Co ligger 4 775 meter över havet. Trakten runt Marxai Co består i huvudsak av gräsmarker.
Genomsnittlig årsnederbörd är 585 millimeter. Den regnigaste månaden är juli, med i genomsnitt 157 mm nederbörd, och den torraste är november, med 10 mm nederbörd.